# سیارک ۲۴۲۱۰
سیارک ۲۴۲۱۰ (به انگلیسی: 24210 Handsberry، نامگذاری:1999XM52) بیست و چهار هزار و دویست و دهمین سیارک کشف شده‌است که در ۷ دسامبر ۱۹۹۹ کشف شد.
قدر مطلق سیارک برابر ۱۸.۶ است.